# Харчоблок (телесеріал)
Харчоблок (рос. Пищеблок) — російський телесеріал в жанрі містичної фантастики, знятий за однойменним романом Олексія Іванова. Виробництвом займалася компанія «Среда», а зрежисирував проект Святослав Підгаєвський.
Прем'єра двох перших серій відбулася в День піонерії, 19 травня 2021 року.

## Синопсис
Дія серіалу відбувається влітку 1980 року в радянському піонерському таборі «Буревісник» на Волзі напередодні Олімпіади . Захоплені одне одним вожаті не помічають, як в їхніх загонах оживають страшні піонерські легенди, а керівництво табору і взагалі робить вигляд, що все в порядку. Двоє головних героїв, вожатий Ігор і піонер Валерка, з'ясовують, що серед вихованців табору є вампіри. Тепер їм належить розібратися в таємниці «Буревісника» і зрозуміти, чи залишився в таборі хоч хтось, кому можна довіряти .

## У ролях

### Головні ролі
| Актор             | Роль                                                                           |
| ----------------- | ------------------------------------------------------------------------------ |
| Петро Натаров     | Валерка Лагунов                                                                |
| Данило Вершинін   | вожатий Ігор Корзухін                                                          |
| Ангеліна Стречина | вожата Вероніка Несветова                                                      |
| Марія Абрамова    | Анастасійка Сергушина                                                          |
| Ірина Пегова      | старша піонервожата Наталія Борисівна Свистунова (Свистуха)                    |
| Тимофій Трибунцев | доктор Валентин Сергійович Носатов                                             |
| Сергій Шакуров    | ветеран Громадянської війни, пенсіонер союзного значення Серп Іванович Ієронов |
| Федір Федосєєв    | Льова Хлопов                                                                   |
| Микита Кологривий | вожатий Дімон Малосолов                                                        |
| Яна Гладких       | вожата Ірина Копилова                                                          |
| Денис Парамонов   | вожатий Саша Плоткін                                                           |
| Дмитро Блохін     | капітан річкового трамвайчика Іван Палич Капустін                              |
| Наталія Потапова  | Баба Нюра                                                                      |
| Микола Фоменко    | директор табору Микола Петрович Колибалов                                      |

## Виробництво і прем'єра
Сценарій серіалу написав Олександр Талал, режисером став Святослав Підгаєвський. Зйомки проходили влітку і восени 2020 року в Пролетарському і Московському районах Твері, а також за містом в області. У жовтні 2020 року вийшов трейлер.